# Ruonalammi
Ruonalammi är en sjö i Överkalix kommun i Norrbotten och ingår i Sangisälvens huvudavrinningsområde. Sjön har en area på 0,0529 kvadratkilometer och ligger 76 meter över havet.

## Delavrinningsområde
Ruonalammi ingår i det delavrinningsområde (736297-183289) som SMHI kallar för Utloppet av Kypasjärv. Medelhöjden är 109 meter över havet och ytan är 26,33 kvadratkilometer. Räknas de 25 avrinningsområdena uppströms in blir den ackumulerade arean 423,15 kvadratkilometer. Avrinningsområdets utflöde Sangisälven (Raitajoki) mynnar i havet. Avrinningsområdet består mestadels av skog (66 procent) och sankmarker (15 procent). Avrinningsområdet har 3,07 kvadratkilometer vattenytor vilket ger det en sjöprocent på 11,7 procent.